# Symphurus
Symphurus is een geslacht van straalvinnige vissen uit de familie van de hondstongen (Cynoglossidae).

## Soorten
- Symphurus arawak Robins & Randall, 1965
- Symphurus atramentatus Jordan & Bollman, 1890
- Symphurus atricaudus (Jordan & Gilbert, 1880)
- Symphurus australis McCulloch, 1907
- Symphurus bathyspilus Krabbenhoft & Munroe, 2003
- Symphurus billykrietei Munroe, 1998
- Symphurus callopterus Munroe & Mahadeva, 1989
- Symphurus caribbeanus Munroe, 1991
- Symphurus chabanaudi Mahadeva & Munroe, 1990
- Symphurus civitatium Ginsburg, 1951
- Symphurus diabolicus Mahadeva & Munroe, 1990
- Symphurus diomedeanus (Goode & Bean, 1885)
- Symphurus elongatus (Günther, 1868)
- Symphurus fasciolaris Gilbert, 1892
- Symphurus fuscus Brauer, 1906
- Symphurus gilesii (Alcock, 1889)
- Symphurus ginsburgi Menezes & Benvegnú, 1976
- Symphurus gorgonae Chabanaud, 1948
- Symphurus hondoensis Hubbs, 1915
- Symphurus insularis Munroe, Brito & Hernández, 2000
- Symphurus jenynsi Evermann & Kendall, 1906
- Symphurus kyaropterygium Menezes & Benvegnú, 1976
- Symphurus leei Jordan & Bollman, 1890
- Symphurus ligulatus (Cocco, 1844)
- Symphurus lubbocki Munroe, 1990
- Symphurus luzonensis Chabanaud, 1955
- Symphurus macrophthalmus Norman, 1939
- Symphurus maculopinnis Munroe, Tyler & Tunnicliffe, 2011
- Symphurus maldivensis Chabanaud, 1955
- Symphurus marginatus (Goode & Bean, 1886)
- Symphurus marmoratus Fowler, 1934
- Symphurus megasomus Lee, Chen & Shao, 2009
- Symphurus melanurus Clark, 1936
- Symphurus melasmatotheca Munroe & Nizinski, 1990
- Symphurus microlepis Garman, 1899
- Symphurus microrhynchus (Weber, 1913)
- Symphurus minor Ginsburg, 1951
- Symphurus monostigmus Munroe, 2006
- Symphurus multimaculatus Lee, Munroe & Chen, 2009
- Symphurus nebulosus (Goode & Bean, 1883)
- Symphurus nigrescens Rafinesque, 1810
- Symphurus normani Chabanaud, 1950
- Symphurus novemfasciatus Shen & Lin, 1984
- Symphurus ocellaris Munroe & Robertson, 2005
- Symphurus ocellatus von Bonde, 1922
- Symphurus oculellus Munroe, 1991
- Symphurus oligomerus Mahadeva & Munroe, 1990
- Symphurus ommaspilus Böhlke, 1961
- Symphurus orientalis (Bleeker, 1879)
- Symphurus parvus Ginsburg, 1951
- Symphurus pelicanus Ginsburg, 1951
- Symphurus piger (Goode & Bean, 1886)
- Symphurus plagiusa (Linnaeus, 1766)
- Symphurus plagusia (Bloch & Schneider, 1801)
- Symphurus prolatinaris Munroe, Nizinski & Mahadeva, 1991
- Symphurus pusillus (Goode & Bean, 1885)
- Symphurus regani Weber & de Beaufort, 1929
- Symphurus reticulatus Munroe, 1990
- Symphurus rhytisma Böhlke, 1961
- Symphurus schultzi Chabanaud, 1955
- Symphurus septemstriatus (Alcock, 1891)
- Symphurus stigmosus Munroe, 1998
- Symphurus strictus Gilbert, 1905
- Symphurus tessellatus (Quoy & Gaimard, 1824)
- Symphurus thermophilus Munroe & Hashimoto, 2008
- Symphurus trewavasae Chabanaud, 1948
- Symphurus trifasciatus (Alcock, 1894)
- Symphurus undatus Gilbert, 1905
- Symphurus undecimplerus Munroe & Nizinski, 1990
- Symphurus urospilus Ginsburg, 1951
- Symphurus vanmelleae Chabanaud, 1952
- Symphurus variegatus (Gilchrist, 1903)
- Symphurus varius Garman, 1899
- Symphurus williamsi Jordan & Culver, 1895
- Symphurus woodmasoni (Alcock, 1889)